# Cephalodella montana
Cephalodella montana is een raderdiertjessoort uit de familie Notommatidae. De wetenschappelijke naam van deze soort is voor het eerst geldig gepubliceerd in 1942 door Myers.